# Ozeanienmeisterschaften im Gewichtheben
Die Ozeanienmeisterschaften im Gewichtheben (englisch Oceania Weightlifting Championships) sind von der Oceania Weightlifting Federation (OWF) jährlich durchgeführte Wettbewerbe, um die Ozeanienmeister im Gewichtheben zu ermitteln.

## Gewichtsklassen
| Männer      | Männer      | Männer      | Frauen     | Frauen     | Frauen     |
| 1980–1992   | 1993–1997   | seit 1998   | 1993–1997  | 1998–2016  | seit 2017  |
| ----------- | ----------- | ----------- | ---------- | ---------- | ---------- |
| bis 52 kg   | bis 54 kg   | bis 56 kg   | bis 46 kg  | bis 48 kg  | bis 48 kg  |
| bis 56 kg   | bis 59 kg   | bis 62 kg   | bis 50 kg  | bis 53 kg  | bis 53 kg  |
| bis 60 kg   | bis 64 kg   | bis 69 kg   | bis 54 kg  | bis 58 kg  | bis 58 kg  |
| bis 67,5 kg | bis 70 kg   | bis 77 kg   | bis 59 kg  | bis 63 kg  | bis 63 kg  |
| bis 75 kg   | bis 76 kg   | bis 85 kg   | bis 64 kg  | bis 69 kg  | bis 69 kg  |
| bis 82,5 kg | bis 83 kg   | bis 94 kg   | bis 70 kg  | bis 75 kg  | bis 75 kg  |
| bis 90 kg   | bis 91 kg   | bis 105 kg  | bis 76 kg  | über 75 kg | bis 90 kg  |
| bis 100 kg  | bis 99 kg   | über 105 kg | bis 83 kg  | —          | über 90 kg |
| bis 110 kg  | bis 108 kg  | —           | über 83 kg | —          | —          |
| über 110 kg | über 108 kg | —           | —          | —          | —          |

## Liste der Austragungen
Häufigste Austragungsorte der Ozeanienmeisterschaften sind – bis einschließlich 2019 – Apia (Samoa) mit sechs, Auckland (Neuseeland) mit fünf sowie Melbourne (Australien) und Suva (Fidschi) mit jeweils vier Austragungen.
| Jahr              | Austragungsort         |
| Nur Männer        | Nur Männer             |
| ----------------- | ---------------------- |
| 1980              | Melbourne, Australien  |
| 1981              | Brisbane, Australien   |
| 1982              | Apia, Westsamoa        |
| 1983              | keine Austragung       |
| 1984              | Papeete, Tahiti        |
| 1985              | Auckland, Neuseeland   |
| 1986              | Nouméa, Neukaledonien  |
| 1987              | Canberra, Australien   |
| 1988              | Papeete, Tahiti        |
| 1989              | Auckland, Neuseeland   |
| 1990              | Melbourne, Australien  |
| 1991              | keine Austragung       |
| 1992              | Auckland, Neuseeland   |
| Männer und Frauen |                        |
| 1993              | Nauru                  |
| 1994              | Guam                   |
| 1995              | keine Austragung       |
| 1996              | Apia, Westsamoa        |
| 1997              | Wellington, Neuseeland |
| 1998              | Nauru                  |

| Jahr | Austragungsort                |
| ---- | ----------------------------- |
| 1999 | Melbourne, Australien         |
| 2000 | Nauru                         |
| 2001 | Auckland, Neuseeland          |
| 2002 | Suva, Fidschi                 |
| 2003 | Nukuʻalofa, Tonga             |
| 2004 | Suva, Fidschi                 |
| 2005 | Melbourne, Australien         |
| 2006 | Apia, Samoa                   |
| 2007 | Apia, Samoa                   |
| 2008 | Auckland, Neuseeland          |
| 2009 | Darwin, Australien            |
| 2010 | Suva, Fidschi                 |
| 2011 | Darwin, Australien            |
| 2012 | Apia, Samoa                   |
| 2013 | Brisbane, Australien          |
| 2014 | Le Mont-Dore, Neukaledonien   |
| 2015 | Port Moresby, Papua-Neuguinea |
| 2016 | Suva, Fidschi                 |
| 2017 | Gold Coast, Australien        |
| 2018 | Le Mont-Dore, Neukaledonien   |
| 2019 | Apia, Samoa                   |